# Octavius Hansen
Octavius Thomas Hansen (5. februar 1838 i København – 21. august 1903 sammesteds) var en dansk sagfører og politiker.
Octavius Hansen var søn af etatsråd A.N. Hansen, bror til Alfred Hansen, Gustav Hansen, Harald Hansen og Edmund Grut. Han blev 1855 student fra Metropolitanskolen og 1862 juridisk kandidat. Han blev derefter sagførerfuldmægtig (først hos advokat Gustav Edvard Brock) og var samtidig volontær i Justitsministeriet, men tog afsked herfra i 1865 på grund af en irettesættelse, fordi han på valgdagen havde rettet en forespørgsel om den Heltzenske sag. Samme år var han medstifter af Nordisk Samfund og blev 1870 medlem af dets styrelse (indtil dets ophør 1874). Han udgav 1868 et lille skrift, Om Gjældsfængslets Ophævelse i Frankrig, som anbefaling for en tilsvarende reform i Danmark og foretog 1868-69 en rejse til Skotland, England og Tyskland for at lære retsplejen i disse lande at kende. 1869 blev han Overrets- og 1874 Højesteretssagfører. 1872 valgtes Hansen til Folketingsmand for Odense og genvalgtes 1873; han hørte til en lille gruppe, der kaldtes "de nationale Løsgængere", og han stemte i reglen sammen med Mellempartiet, også i de storpolitiske spørgsmål. Senere nærmede han sig mere oppositionen, og i årene 1880-90 var han forsvarer i en række politiske sager (således for Venstres bestyrelse imod ministeriets injuriesøgsmål 1880, for Vilhelm Birkedal og andre deltagere i Askovmødet 1885, for Christen Bergs optræden i Holstebro 1886, for Socialdemokraten i sagen om den provisoriske straffelov 1886 mm. Ligeledes tog Hansen virksom del i dannelsen af Den liberale Vælgerforening 1883 og blev dens formand 1885 samt var 1888-90 medlem af overbestyrelsen for Venstres organisation. I september 1890 valgtes han til Landstingsmand for København og fik i maj 1892 sæde i den nye kommission om retsplejens omordning. Desuden var Hansen siden 1873 formand for Dalum Papirfabriks bestyrelse og tog 1889 virksom del i sammenslutningen af de danske papirfabrikker i De forenede Papirfabrikker, i hvis bestyrelse han derefter blev næstformand. 1865 ægtede Hansen Ida Antoinette Wulff (f. 1845), datter af den senere admiral Jørgen Peter Frederik Wulff (1808-1881). Hansen boede i en villa i Springforbi, der blev nedrevet som led i Springforbiplanen.
Han er begravet på Holmens Kirkegård. Der findes et maleri af P.S. Krøyer 1903, en pastel af Erik Henningsen 1889 (familieeje). Kultegning af P.S. Krøyer (ligeså). Træsnit efter fotografi 1891. Portrætteret på træsnittet efter Knud Gamborgs tegning af Holstebrosagen for Højesteret.